# Ceramaster grenadensis
Ceramaster grenadensis är en sjöstjärneart som först beskrevs av Perrier 1881.  Ceramaster grenadensis ingår i släktet Ceramaster och familjen ledsjöstjärnor.

## Underarter
Arten delas in i följande underarter:
- C. g. grenadensis
- C. g. patagonicus